# Особняк Чаєва (Санкт-Петербург)
Особня́к Ча́єва (Санкт-Петербург) — пам'ятка архітектури доби сецесії в місті Санкт-Петербург.

## Автор проекту
Володимир Петрович Апи́шков був військовим інженером. У свій час (1901 року) він закінчив Миколаївську військово-інженерну академію. Але не припиняв самоосвіту і до 1905 року відвідував архітектурний клас Петербурзької художньої академії. Того ж 1905 року він оприлюднив монографію  «Рациональное в новейшей архитектуре», котру розглядають зараз як маніфест архітектури сецесії.
Невдовзі він перейшов і до архітектурної практики, коли 1906 року отримав замову на проект особняка для Чаєва С.Н., заможного чиновника-залізничника, що став директором Товариства залізничників. Капітали Сергій Чаєв отримав під час будівництва Трассибірської залізниці. Особняк вибудували в період 1906—1907 рр. Твір Апишкова сподобався володарям і вони продовжили співпрацю з архітектором. Так, той же Апишков вибудував для родини Чаєва новий особняк, але в стилі неокласицизму на Кам'яному острові в 1913—1914 рр. у Санкт-Петербурзі.
1917 року Сергій Чаєв став міністром шляхів сполучення в уряді Денікіна. 1920 року він емігрував до Франції і мешкав в передмісті Парижа Медоні.

## Багатство стогого декору
Матеріали, використані архітектором при будівництві особняка С. Чаєва, ті ж, що й при будівництві особняка Матильди Кшесінської — сіра цегла, кольорові кахлі, сірий гранит, контрасти оголених стін і тинькування. При цьому компактне розташування архітектурних об'ємів зовсім не нагадувало подібне в маєтку М. Кшесінської, що волала мати і невеличкий садок та парковий павільйон, вбудований в декоративну огорожу.
Особливістю фасадів особняка С. Чаєва була скульптура. Апишков знався на старій петербурзькій архітектурі, тому використовував різні стилістики. Так, на фасадах споруди розмістили копії рельєфів, що походили з афінського Акрополя з греками-вершниками. До міфології відсилав і рельєф з викраденням жінки-лапифянки (з племені лапифів). Перегони колісниць — сюжет ще одного рельєфу, що прикрасив дворовий фасад.
Найбільше стилістику сецесії являла жіноча скульптура над напівциркульним вікном головного фасаду (нині знищена і не відновлена). Стилістика віденського сецесіону притаманна і фасаду зимового саду — жіночі маски, потрійні борозни, рослинні орнаменти тощо. Окрасою фасадів були різноманітні вікна, розташовані доволі виважено з характерними ознаками модерну.
Інтер'єри маєтку теж мали різну стилістику. Зали прикрашали ліпленим декором, люстрами. Колишні вітальня та будуар господині мали декор в стилі короля Луї XVI, а спальня в стилі ампір.

## Замовник і проект

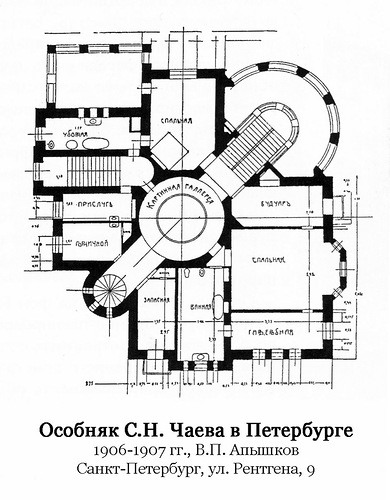
Арх. Апишков В.П. Особняк С.Н. Чаєва, поземний план, 1906 р.

Проект майбутнього будинку для себе пан Чаєв С. замовив військовому інженерові та архітекторові Апишкову Володимиру Петровичу (1871-1939). Практично це була перша замова для приватної особи, котру виконав Апишков. Тому напружив власні здібності і створив надзвичайний план і проект. Апишков знав про вимоги замовника, тому проект передбачав наявність двох поверхів, компактність самої споруди і зимовий сад. Умовою замовників була відсутність довгих і темних коридорів. Тому архітектор наважився в центрі споруди створити двоярусну ротонду за типом атріума. Атріуму додавали світла і дзеркала, розташовані на його стелі.
Апишков створив три круглі об'єми, що були розташовані діагонально. Ця діагональ і утворювала головну вісь споруди. Навколо неї і були розташовані приміщення володаря та всі допоміжні.
Порівняння плану будинку Чаєва з іншими планами доби сецесії переконливо довело, що подібного плану не було ні в архітектурі Російської імперії, ні в аналогів в архітектурі закордонній. Споруда мала всефасадність, тобно оригінально декорованими були всі фасади особняка. При цьому зберігався розподіл на головний (вуличний) фасад та приватну її частину, де головувала напівротонда зимового саду.

## Обрані фото (галерея)

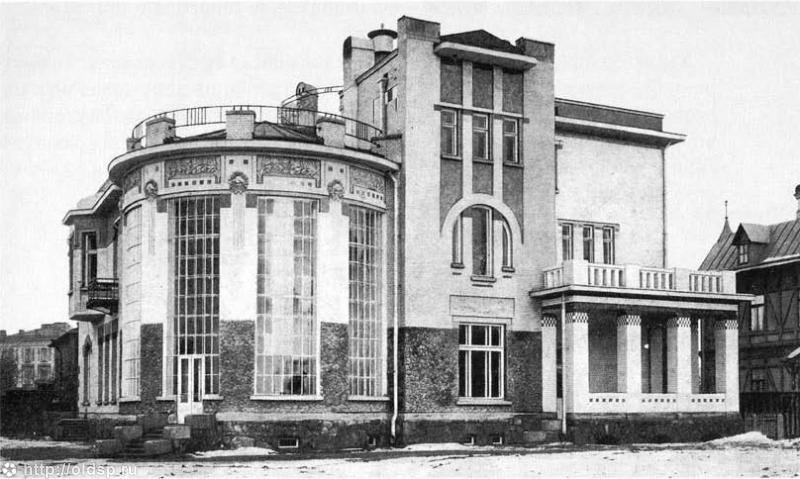
Особняк С.Н. Чаєва, північний фасад с зимовим садом фото 1908 р.

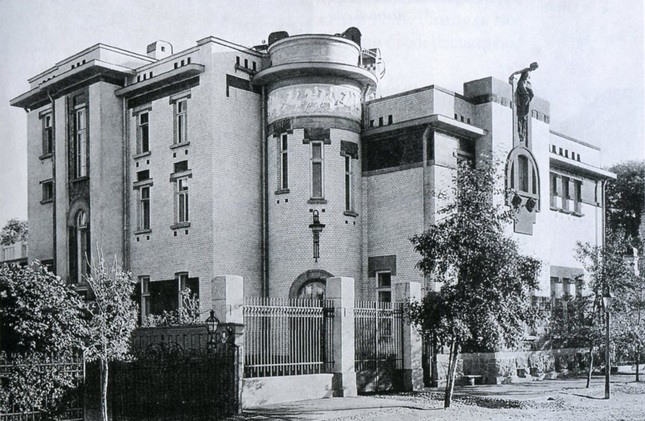
Особняк С. Чаєва, Санкт-Петербург, фото 1908 р.
Арх. Апишков В.П. Особняк Чаєва, план, третій поверх 1906 р.
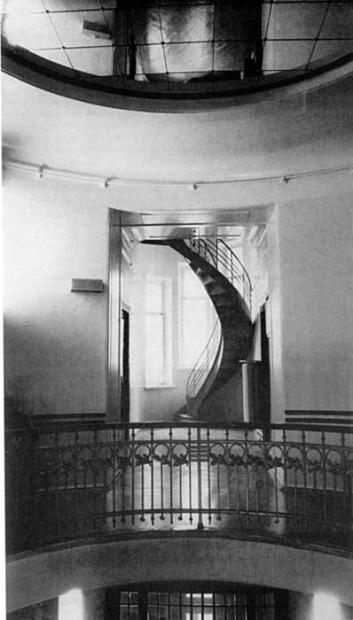
Арх. Апишков В.П. Особняк Чаєва С., атріум з дзеркалами на стелі, фото 1908 р.

## Нові володарі
1912 року Сергій Чаєв продав особняк на тодішній Лицейській вулиці в стилі модерн. Володарями були підприємці Лентуловський П.Н., Соловйов Н. В., та ін. 
В період володарювання Соловйова до споруди створили прибудову до бічного фасаду за проектом архітектора Федора Лідваля. Прибудова нічого суттєвого не міняла, а слугувала лише для збільшення приміщень першого поверху, тобто  Ф. Лідваль не був ні автором оригінального плану особняка С. Чаєва, ні його будівничим, позаяк працював у дещо іншій стилістиці.

## За часів СРСР
1919 року особняк був націоналізований та переданий Пункту охорони материнства та дитинства. 1935 року тут розмістили другий медичний заклад - стоматологічну поліклініку. Ця поліклініка працювала і в період війни 1941-1945 рр. Стоматологічна поліклініка працює в помешканні і на початку XXI ст.